# Hygrotus versicolor
Hygrotus versicolor  (лат.) — вид жесткокрылых семейства плавунцов.

## Описание
Жук в длину достигает 3-3,6 мм. Окантовка переднего края наличника довольно толстая. Надкрылья с чёрными продольными полосами.